# Piloña (Fluss)
Der Piloña ist ein Fluss in Asturien in Spanien.

## Geografie
Der Piloña entsteht aus dem Zusammenfluss der Flüsse Rio Fuensanta und Rio Viao bei 43° 21′ 22″ N, 5° 27′ 13″ W, nahe dem Weiler Ceceda in der Gemeinde Nava. Er mündet in Arriondas bei 43° 23′ 20″ N, 5° 11′ 4″ W in den Rio Sella.

### Schifffahrt
Gewerbliche Schifffahrt wird auf dem Rio Sella nicht betrieben; jedoch ist der Kanu- und Raftingsport weit verbreitet.

### Staustufen
Staustufen im üblichen Sinn gibt es am Rio Piloña nur in sehr kleinen Ausmaßen wie bei Sevares, jedoch produzieren zahlreiche Wassermühlen inzwischen auch Energie für den Endverbraucher.

### Wichtige Nebenflüsse
Die Flüsse Río Cúa, Río Punegru, Río Mampodre, Río La Lavandera, Río Espinaréu und der Río Pra speisen den Piloña.

### Flora und Fauna
Der Fluss ist bei den Sportfischern bekannt für seine reichen Vorkommen von Lachsen und Forellen sowie anderen Edelfischen.

### Orte am Rio Piloña
- Ceceda de Arrica 43° 21′ 29″ N, 5° 26′ 56″ W
- Carancos 43° 21′ 23″ N, 5° 25′ 50″ W
- Monte  43° 21′ 38″ N, 5° 24′ 7″ W
- Infiesto 43° 20′ 55″ N, 5° 21′ 52″ W
- Villamayor 43° 21′ 32″ N, 5° 18′ 24″ W
- Antrialgo 43° 22′ 12″ N, 5° 16′ 55″ W
- Sevares 43° 21′ 47″ N, 5° 15′ 38″ W
- Villar de Huergo 43° 21′ 35″ N, 5° 14′ 30″ W
- Romillo 43° 21′ 55″ N, 5° 11′ 3″ W
- Ozanes 43° 22′ 12″ N, 5° 10′ 57″ W
- Arriondas 43° 23′ 18″ N, 5° 11′ 13″ W